# Xian autonome hani et yi de Ning'er
Le xian autonome hani et yi de Ning'er (宁洱哈尼族彝族自治县 ; pinyin : Níng'ěr hānízú yízú Zìzhìxiàn) est un district administratif de la province du Yunnan en Chine. Il est placé sous la juridiction de la ville-préfecture de Pu'er. Il a vu son nom originel de Pu'er remplacé par Ning'er en avril 2007, lorsque la ville chef-lieu de préfecture a elle-même adopté le nom du thé pu-erh, en remplacement de son ancien nom de Samoa.

## Démographie
La population du district était de 184 235 habitants en 1999.